# Mersbach (Erft)
Der Mersbach ist ein orographisch rechter Zufluss der Erft im Kreis Euskirchen in Nordrhein-Westfalen. Er entspringt in Rißdorf, einem Ortsteil der Stadt Mechernich, und verläuft zunächst in nordöstlicher Richtung nördlich um den Mechernicher Ortsteil Wachendorf herum. Er durchfließt den Mechernicher Stadtteil Antweiler und schwenkt anschließend in südöstliche Richtung. Südöstlich von Antweiler fließt von Westen kommend der Wachenbach zu. Kurz darauf fließt zunächst von Westen, anschließend von Osten, je ein unbenannter Zufluss zu. Auf dieser Höhe streift er dabei das Naturschutzgebiet Kalkarer Moor / Tongrube Toni. Der Bach schwenkt in nordöstliche Richtung und erreicht das Gebiet von Kreuzweingarten. Dort entwässert er nordöstlich des Zentrums in die Erft.